# Ą
Ą (onderkast: ą) is een letter gebruikt in het Pools, Litouws, Navajo en Elfdaals. De letter is een A met een ogonek, Pools voor 'staartje'.

## Pools
In het Pools wordt de Ą als nasale O uitgesproken, zoals in het Franse 'bon'. Geplaatst voor een plosief wordt hij als on uitgesproken, voor bilabiale plosieven als om: ąt wordt ont, ąk wordt onk, ąb wordt omp.
In tegenstelling tot de Ę verliest de Ą niet zijn nasaliteit aan het eind van een woord.
De Ą komt alleen voor in gesloten lettergrepen en aan het eind van bepaalde woordsoorten: 
- werkwoorden: derde persoon meervoud (vb. Czytać - czytają)
- vrouwelijke bezittelijke voornaamwoorden en bijvoeglijke naamwoorden: in instrumentalis en accusativus enkelvoud (vb. Kupiłem nową książkę).
- vrouwelijke zelfstandige naamwoorden: instrumentalis enkelvoud. (vb. Z książką).
- persoonlijke voornaamwoorden: instrumentalis van 'ty' (jij): z Tobą, en 'ona' (zij (vrouwelijk enkelvoud)): z nią.

Als de lettergreep als gevolg van bijvoorbeeld conjugatie verandert van gesloten naar open, verandert de Ą in een Ę en andersom. Vb. ząb - zęby (tand - tanden)